# Antropično načelo
Antrópično načêlo je v filozofiji načelo, ki v najpreprostejši obliki določa, da mora biti vsaka veljavna teorija o Vesolju skladna s človekovim obstojem kot živim bitjem na podlagi ogljika v danem času in prostoru. Ali z drugimi besedami: »če mora nekaj veljati za nas kot ljudi, in mora obstajati, potem obstaja preprosto zaradi nas.« Poskusi uporabe tega načela pri razvoju znanstvenih razlag v kozmologiji so vodili k nekaterim zmedam in povzročili veliko prerekanje. Kritiki ga imajo za truizem (puhlico).

## Izvor
Izraz »antropično načelo« je prvi predlagal angleški fizik, astrofizik in kozmolog Brandon Carter leta 1973 ob praznovanju Kopernikove 500-letnice na znanstvenem simpoziju Primerjava kozmoloških teorij z opazovalnimi podatki (Confrontation of Cosmological Theories with Observational Data) v Krakovu, po katerem naj bi človeštvo nekako vseeno imelo neki poseben položaj v Vesolju. V svojem prispevku Naključja velikih števil in antropično načelo v kozmologiji (Large Number Coincidences and the Anthropic Principle in Cosmology) je poudaril: »čeprav naš položaj ni nujno osreden, je neizogibno do neke mere izjemen (IAUS 63 (1974) 291).
O načelu sta pisala že tudi Dicke leta 1957 v članku Načelo ekvivalence in šibke interakcije (Principle of Equivalence and Weak Interactions), Rev.Mod.Phys. 29, 355 (1957) in angleški naravoslovec, geograf, antropolog in biolog Alfred Russel Wallace v svoji knjigi Človekovo mesto v Vesolju (Man's Place in the Universe), prvič objavljeni leta 1903.

## Predlagane različice
Zagovorniki antropičnega načela domnevajo, da živimo v odlično uglašenem Vesolju, to je v Vesolju, ki je »odlično uglašeno«, in zaradi tega omogoča obstoj življenja, kot ga poznamo. Če bi se katera od osnovnih fizikalnih konstant malo razlikovala, potem življenje kot ga poznamo ne bi bilo mogoče. Poskušali so pokazati, da je moč z antropičnim načelom pojasniti bistvo nekaterih fizikalnih konstant kot je konstanta fine strukture, število razsežnosti v Vesolju in kozmološka konstanta.
Tri glavne različice načela, ki sta jih leta 1986 navedla fizika John David Barrow in Frank Jennings Tipler, so:
- šibko antropično načelo: »opazovane vrednosti vseh fizikalnih konstant in kozmoloških količin niso enako verjetne, vendar zavzemajo vrednosti, ki jih omejuje zahteva, da obstajajo področja, v katerih se lahko razvije življenje na osnovi ogljika in zahteve, da je Vesolje dovolj staro za ta pogoj.«
- močno antropično načelo: »Vesolje mora imeti takšne lastnosti, ki dovoljujejo razvoj življenja na njegovi določeni stopnji.«
- končno antropično načelo: v Vesolju se slej ko prej razvije inteligentna oblika življenja, sposobna odbelave informacij, in ko se enkrat razvije, nikoli ne zamre.«

Šibko različico načela so grajali kot argument brez domišljije, ker predpostavlja, da druge oblike življenja niso možne (glej neogljikova biologija). Obseg konstant, ki dovoljujejo razvoj življenja na osnovi ogljika, je lahko še bolj omejen kot pa so predlagali. Grajali so tudi močno različico. Ni je moč preskusiti ali ovreči in naj bi bila nepotrebna. Barrow in Tipler sta poudarila, da čeprav ima načelo fizikalni značaj, je vseeno »močno povezano z nravnimi vrednostmi.«